# Markansaya
Markansaya o Hatun Markansaya (quechua) es un complejo arqueológico situado en Perú. Se encuentra ubicado en la Región Apurímac, provincia de Cotabambas, distrito de Haquira. El área abarca 3 hectáreas sobre una planicie irregular. La construcción es de roca sillar.